# Canalicia
Canalicia is een geslacht van uitgestorven slakken uit de  familie van de Clausiliidae.

## Soorten
De volgende soorten zijn bij het geslacht ingedeeld:
- Canalicia articulata (Sandberger, 1862) †
- Canalicia attracta (O. Boettger, 1870) †
- Canalicia filifera (Klika, 1891) †
- Canalicia klikai (Babor, 1897) †
- Canalicia manca (Wenz, 1919) †
- Canalicia wetzleri (O. Boettger, 1877) †

### Synoniemen
- Canalicia densicostulata (F. Sandberger, 1871) † => Triptychia densicostulata (Sandberger, 1871) †
- Canalicia gonyptyx (O. Boettger, 1877) † => Pseudidyla gonyptyx (O. Boettger, 1877) †
- Canalicia rolfbrandti Schlickum, 1969 † => Clausilia rolfbrandti (Schlickum, 1969) †